# 雷姆科·埃费内普尔
雷姆科·埃费内普尔（荷蘭語：Remco Evenepoel，2000年1月25日—），比利时职业公路自行车手，2022年环西自行车赛总冠军和2022年世界公路自行车锦标赛精英组公路赛金牌得主，2024年男子自行車公路計時賽及男子自行車個人公路賽雙料奧運冠軍。

## 生平

### 足球少年
埃费内普尔的父亲是前职业公路自行车手。他从小立志成为一名足球运动员，很小时便进入了安德莱赫特的青训营，11岁时转入PSV埃因霍温青训，14岁时又转回安德莱赫特青训。他还代表比利时U15和U16国家队打过比赛。
埃费内普尔在场上担任防守型中场和左后卫。他的足球天赋并不突出，但耐力极佳，尚在埃因霍温时就测出了极高的最大摄氧量。他自臀部骨折伤愈归队后被比利时青年队和安德莱赫特队排除出首发名单。2017年初，他转会皇家梅赫伦，但此时对足球失去兴趣的他决定尝试其他运动。

### 自行车成名
2017年春，埃费内普尔瞒着父母，联系了比利时马拉松冠军弗雷德·范德文内特（Fred Vandervennet）教自己骑自行车。他父亲发现自己儿子在练车后非常高兴，给他联系了一支青少年车队。2017年4月，他参加了首场小型自行车赛。经过一年多的训练后，他开始在各项青年赛事中取得成绩。2018年7月，他与快步车队签约。同年9月，他赢下了2018年世界公路自行车锦标赛青年组公路赛和个人计时赛的双料冠军，一举成名。
2022年，他赢下了五大古典赛之一的列日–巴斯托涅–列日冠军。同年8月—9月，他又连续赢下环西自行车赛总冠军和世界公路自行车锦标赛精英组公路赛金牌，终结了比利时车手在三大环赛长达44年无冠的历史。
2023年，他卫冕了列日–巴斯托涅–列日冠军。在同年环意自行车赛上，总成绩第一的他在第9赛段后因Covid-19退赛。